# Колоч
Колоч (рос. Колочь, іноді Колоча) — невелика річка у Можайському районі Московської області Росії, права притока Москви-ріки.
Річка протікає по історичному Бородинському полю мимо села Бородіно. На річці також розташовані села Власово, Бараново, Суконниково.
Колоч починається біля села Прокоф'єво, за 5 км на південний-захід від станції Уваровка. Гирло біля села Старе Село на південному березі Можайського водосховища. Для запобігання затопленню Бородинського поля була збудована земляна гребля з бетонним водоскидом та насосною станцією, яка перекачує воду річки у водосховище.

## Гідрологія
Довжина 33 км. Площа водозбору 279 км² рівнинного типу. Живлення переважно снігове. Колоч замерзає у листопаді — початку грудня, льодохід наприкінці березня — квітні.

## Пам'ятки
У басейні річки знаходяться пам'ятки Бородинської битви та державний Бородинський військово-історичний музей-заповідник. Колоцький монастир XV століття.

## Колоч у літературі та мистецтві
Річка часто згадується у художніх творах у зв'язку з її розташуванням на Бородинському полі. Міст через річку після Бородинської битви був зображений на картині художника-баталіста Х. В. Фабера дю Фор (1830-і рр.).
14 липня 2912 року у селі Мерево Лужського району відбулась реконструкція битви на Бородинському полі.